# バンス郡 (ノースカロライナ州)

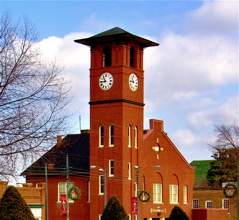
ヘンダーソンの消防署

バンス郡（バンスぐん、英: Vance County）は、アメリカ合衆国ノースカロライナ州の中央部に位置する郡である。2010年国勢調査での人口は45,422人であり、2000年の42,954人から5.7%増加した。郡庁所在地はヘンダーソン市（人口15,368人）であり、同郡で人口最大の都市でもある。

## 歴史
バンス郡は1881年に、フランクリン郡、グランビル郡、ウォーレン郡のそれぞれ一部を合わせて設立された。トマス・ピース・シニアによる1955年発行の書籍『ゼブの黒い赤ちゃん』には次の記述がある。
バンス郡の設立は大部分が政治的な思惑からなされた。1881年では大多数の黒人がしっかりと共和党に投票していた。グランビル群とフランクリン郡は民主党と共和党が競っていた。民主党の立場から見るとウォーレン郡はどうしようもないほど共和党支持だった。しかし、グランビル郡、フランクリン郡、ウォーレン郡の一部を合わせて新しくバンス郡を作ると、そこは共和党の強い地盤となり、民主党はバンス郡を取れないが、グランビル郡とフランクリン郡は民主党で固定される見込みだった。アメリカ合衆国上院議員のゼブロン・ベアード・バンスは民主党員だった。バンスはこの新郡設立に貢献し、それに自分の名前を採られという名誉を与えられたことで州議会に感謝した。それと同時にバンスはバンス郡のことをユーモアを交えて『ゼブの黒い赤ちゃん』と常に呼んでいた。
1890年国勢調査では、バンス郡人口の63%以上がアフリカ系アメリカ人だった。
ゼブロン・ベアード・バンスはノースカロライナ州知事を2期（1862年-1865年、1877年-1879年）とアメリカ合衆国上院議員（1879年-1894年）を務めた。1881年、州内でも最も人気のある政治家だったとされている。

## 郡政府
バンス郡は7人の委員で構成される郡政委員会で統治され、委員会が郡マネジャーを指名している。バンス郡は、地域自治体の組織であるカー・タール地域自治体委員会のメンバーである。

## 地理
アメリカ合衆国国勢調査局に拠れば、郡域全面積は270平方マイル (699 km2)であり、このうち陸地254平方マイル (657 km2)、水域は16平方マイル (42 km2)で水域率は6.04%である。
カー湖とカー湖州立レクリエーション地域の一部が郡内に入っている。

### 郡区
バンス郡は8つの郡区に分割されている。デブニー、ヘンダーソン、キットレル、ミドルバーグ、サンディクリーク、タウンズビル、ワトキンス、ウィリアムズボロの各郡区である。

### 主要高規格道路
- 州間高速道路85号線
- アメリカ国道1号線
- アメリカ国道158号線
- アメリカ国道12号線
- ノースカロライナ州道39号線

### 隣接する郡
- メクレンバーグ郡 (バージニア州) - 北
- ウォーレン郡 - 東
- フランクリン郡 - 南
- グランビル郡 - 西

## 人口動態
以下は2000年の国勢調査による人口統計データである。
| 基礎データ - 人口: 42,954人 - 世帯数: 16,199 世帯 - 家族数: 11,647 家族 - 人口密度: 65人/km2（169人/mi2） - 住居数: 18,196軒 - 住居密度: 28軒/km2（72軒/mi2） 人種別人口構成 - 白人: 48.21% - アフリカン・アメリカン: 48.31% - ネイティブ・アメリカン: 0.20% - アジア人: 0.39% - 太平洋諸島系: 0.03% - その他の人種: 2.03% - 混血: 0.84% - ヒスパニック・ラテン系: 4.56% | 年齢別人口構成 - 18歳未満: 27.1% - 18-24歳: 8.9% - 25-44歳: 28.8% - 45-64歳: 22.6% - 65歳以上: 12.6% - 年齢の中央値: 35歳 - 性比（女性100人あたり男性の人口） - 総人口: 89.7 - 18歳以上: 84.3 世帯と家族（対世帯数） - 18歳未満の子供がいる: 33.5% - 結婚・同居している夫婦: 47.0% - 未婚・離婚・死別女性が世帯主: 20.4% - 非家族世帯: 28.1% - 単身世帯: 24.2% - 65歳以上の老人1人暮らし: 9.9% - 平均構成人数 - 世帯: 2.60人 - 家族: 3.06人 | 収入と家計 - 収入の中央値 - 世帯: 31,301米ドル - 家族: 36,389米ドル - 性別 - 男性: 28,284米ドル - 女性: 21,433米ドル - 人口1人あたり収入: 15,897米ドル - 貧困線以下 - 対人口: 20.5% - 対家族数: 16.3% - 18歳未満: 27.7% - 65歳以上: 19.3% |

## 都市と町

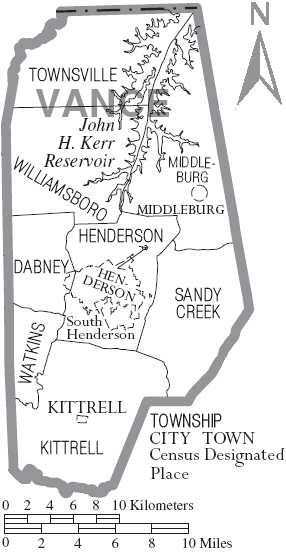
バンス郡の自治体と郡区

- ヘンダーソン - 郡庁所在地
- キットレル
- ミドルバーグ
- サウスヘンダーソン

## 教育
- バンス郡教育学区
- バンス・チャータースクール
- カー・バンス・アカデミー
- クロスローズ・クリスチャン学校
- ビクトリー・クリスチャン・アカデミー
- バンス・グランビル・コミュニティカレッジ
- キットレル・カレッジ、2年制、1886年から1975年まで黒人カレッジ